# Grenadier
Grenadier (/ˌɡrɛnəˈdɪər/, phát âm tiếng Pháp: [ɡʁə.na.dje]), hoặc granatier, là một nhánh của binh chủng bộ binh các nước Châu Âu từ thế kỉ 17 đến 19. Trong tài liệu tiếng Việt, thuật ngữ này thường được dịch là lính ném lựu đạn hoặc lính phóng lựu. Trong thời kỳ phổ biến của nó, thuật ngữ này gợi đến khái niệm những người lính to cao và dũng cảm nhất trong quân đội, giữ vai trò ném lựu đạn công phá vào các vị trí phòng thủ của đối phương. Ngày nay trong ngôn ngữ phương Tây, từ Grenadier thường được dùng để chỉ những người lính thuộc lực lượng tinh nhuệ, bởi xét theo nguồn gốc thì đây là những chiến sĩ được tuyển chọn kỹ càng về sức khoẻ và chiều cao cũng như lòng dũng cảm.

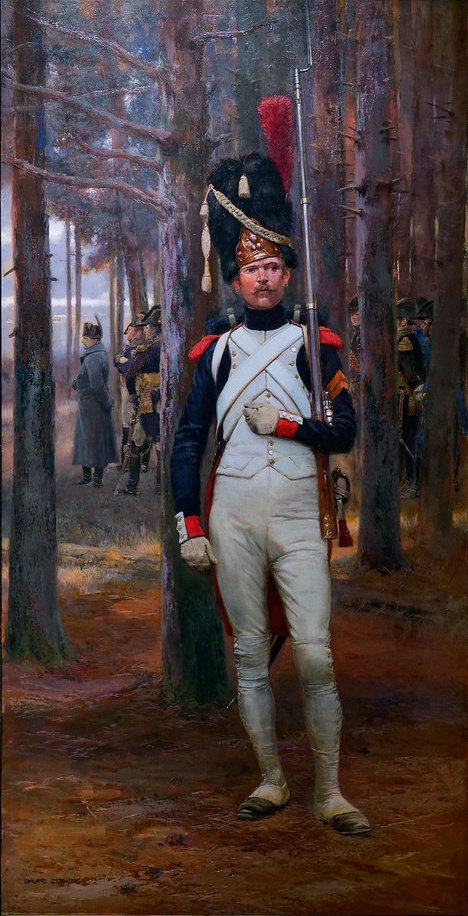
Grenadier của Old Guard c.1812 bởi Édouard Detaille

Từ nguyên Grenadier vốn xuất phát từ "grenade" (lựu đạn), ban đầu là những người lính được đào tạo chuyên dụng để ném lựu đạn và đôi khi tham gia tấn công. Lúc đó, những Grenadiers được tuyển chọn từ những người cao nhất và dũng cảm nhất trong quân đội. Đến thế kỷ 18, những người lính Grenadiers này không còn phù hợp với chiến thuật nữa, nhưng tên gọi Grenadiers vẫn còn được dùng để chỉ những người được đào tạo kĩ nhất về sức mạnh và kỹ thuật để dẫn đầu những cuộc xung phong qua các chiến trường. Grenadiers nhiều khi cũng chỉ huy những cuộc tấn công vào công sự của đối phương trong các cuộc bao vây, mặc dù vị trí này đã có sẵn những binh sĩ xung kích như cảm tử quân (forlorn hopes), công binh chiến đấu (sappers) hoặc lính xung kích (pionner).
Cá biệt, tại một số quốc gia như Pháp còn có quân đoàn "kỵ binh ném lựu đạn của quân đoàn hoàng gia" (Grenadiers à Cheval de la Garde Impériale) và Argentina với quân đoàn Regiment of Mounted Grenadiers, hay Đế quốc Anh với lực lượng Horse Grenadier Guards (Quân đoàn Kỵ Binh Lựu Đạn Hoàng Gia). Cũng như những người lính bộ binh, những kỵ binh cũng được lựa chọn dựa trên sức khỏe và thể hình của cả người và ngựa (thường sẽ đến từ lực lượng kị binh hạng nặng).
Ngày này, tên gọi này còn dùng để chỉ những người lính được trang bị súng phóng lựu.

## Nguồn gốc

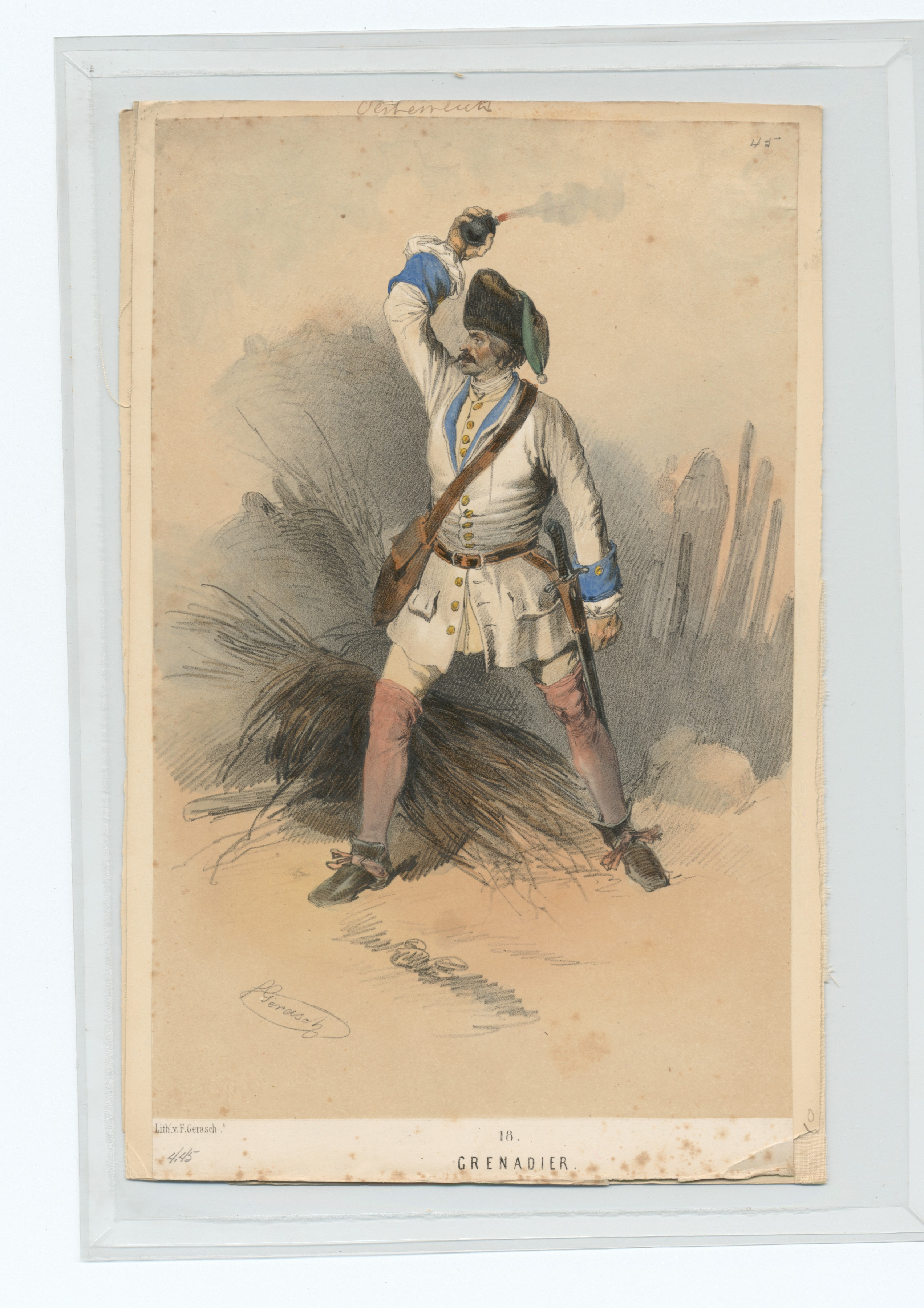
Lính ném lựu đạn thế kỷ 17 .Khái niệm ném lựu đạn đã xuất hiện vào châu Âu vào giữa thế kỷ 17.

## Thế kỉ 18 và 19

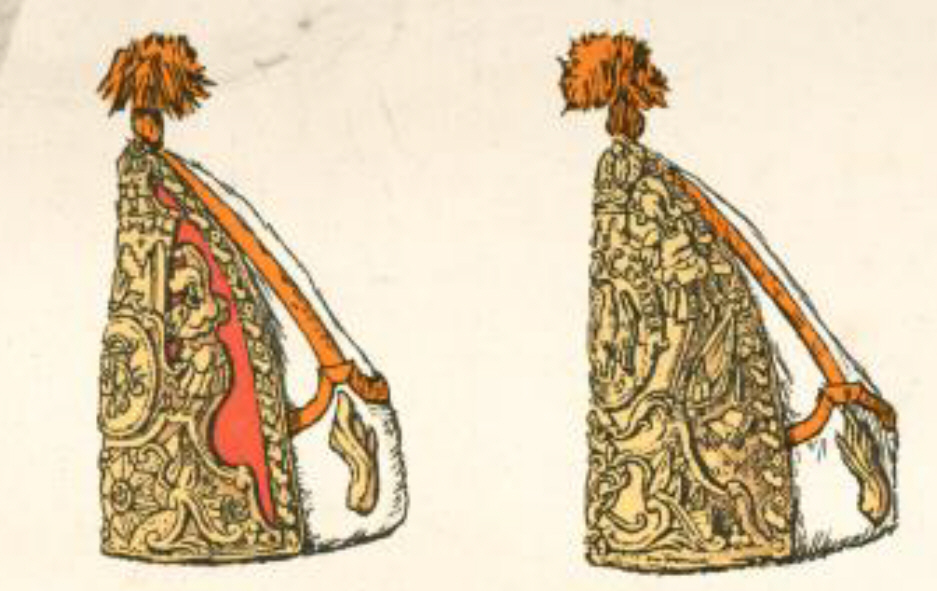
Mũ lính phóng lựu Phổ thế kỷ 18.